# Петриків (Тернопільський район)

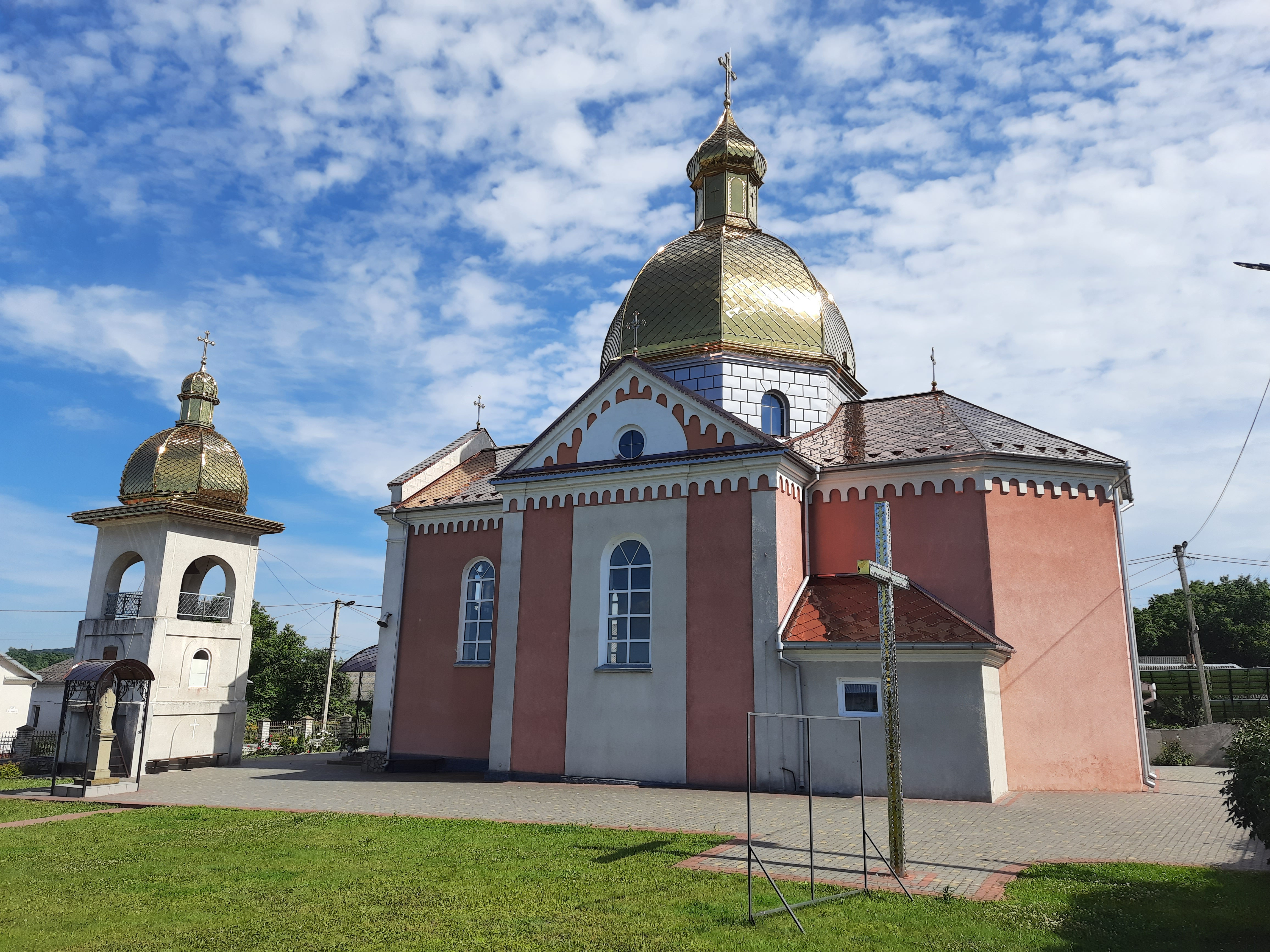
Церква Святого Пророка Іллі

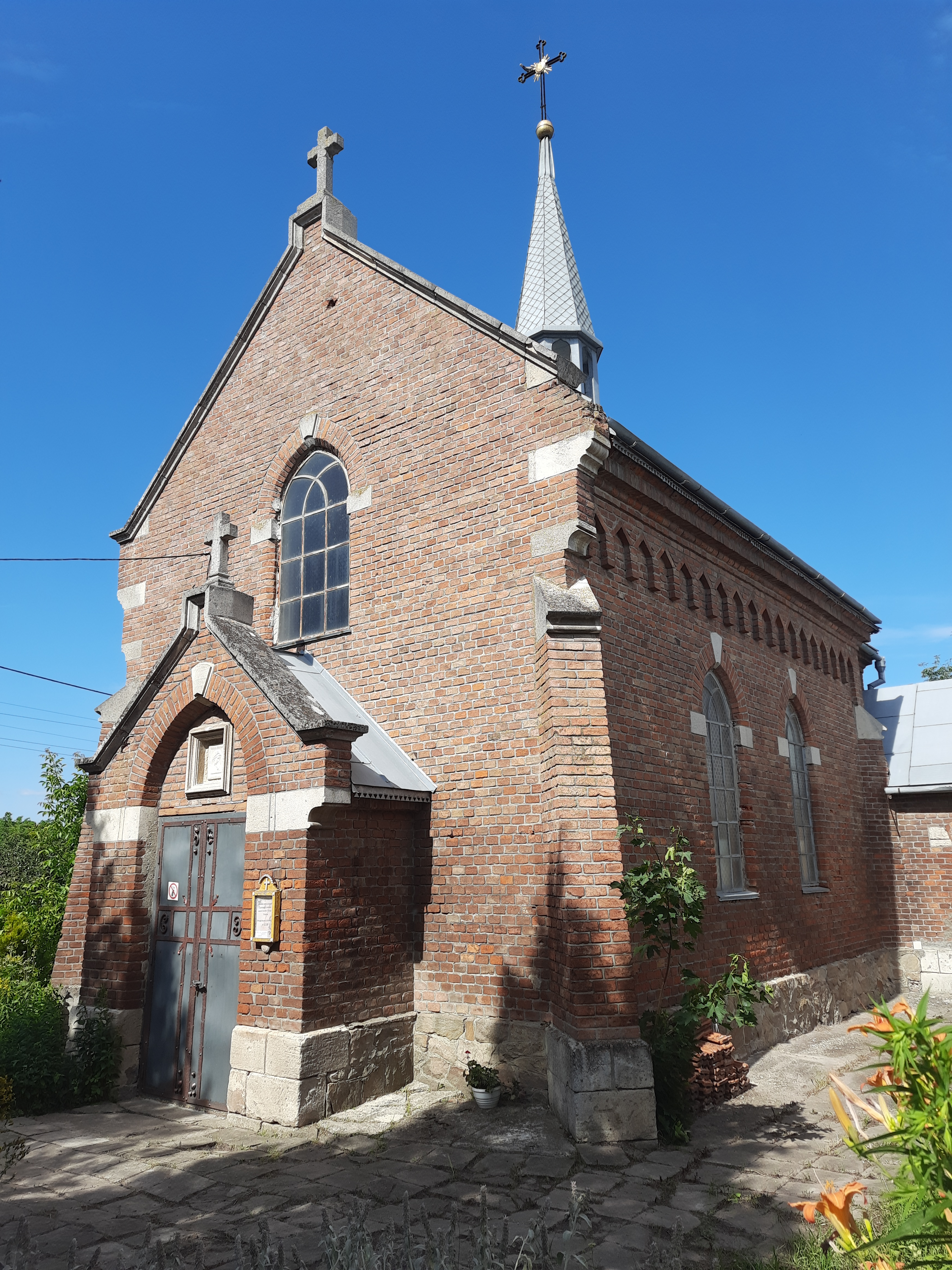
Костел святих апостолів Петра і Павла

Пе́триків — село в Україні, у Великоберезовицькій селищній громаді Тернопільського району Тернопільської області. Розташоване на річці Сереті в центрі району.
2 серпня святкується день села Петриків.
У селі базується місцевий футбольний клуб - «Серет» Петриків.

## Символіка[1]

### Герб
Герб має форму іспанського щита у співвідношенні 5:6, де на синьому тлі зображено церкву жовтого кольору. У верхніх кутах біля купола у двох шестикутниках по одній бджолі.
Щит обрамлено українським орнаментом, колоссям пшениці і гілками калини. Внизу, на синьо-жовтій стрічці напис: «Петриків 1458».
Автори проекту: жителі села Петриків Юрій Вовк і Роман Лукович. Художник: Роман Лукович. Науковий консультант: член Українського генерального товариства, науковий працівник Тернопільського обласного краєзнавчого музею Олег Гаврилюк.
Символіка
Жовта церква у центрі гербу — це храм святого пророка Іллі — головна святиня села. Церква на гербі зображена із відчиненими дверима, що означає гостинність.
Синій колір щита символізує стихію повітря, а також творення і пізнання. Жовтий (золотий) — символізує християнські цінності — віру, справедливість, милосердя, смирення і символ світла, життя.
Зображення бджіл на гербі також історично обґрунтовується. 1884 року житель села Петриків — Іван Білий на виставці бджолярів у Тернополі продемонстрував вулик власної конструкції і деякі знаряддя бджільництва. У нього налічувалося понад 120 вуликів. Мед реалізовував із власною етикеткою «Мед І. Білого». У Петриках також проживав відомий бджоляр Богдан Рудка.
1992 року на околиці петриківського лісу відкрита каплиця святих Зосима і Савватія — покровителів бджільництва.

### Прапор
Квадратне синьо-жовте полотнище, у центрі якого розташовані елементи герба села — церква святого пророка Іллі жовтого кольору, зліва від неї зображено колосок пшениці, справа — три китиці калини в обрамлені трьох листків. У верхніх кутах прапора на жовтому фоні зображено два шестикутники і по одній бджолі у них. По периметру прапора нанесено стилізований український орнамент.
Автори проекту: Вовк Юрій, Лукович Роман. Художник: Лукович Роман. Науковий консультант: Гаврилюк Олег.

### Печатка Петриківського сільського голови
Печатка Петриківського сільського голови — кругла, із зображенням у центрі на блакитному фоні перев'язаних трьох колосків пшениці з двома китицями калини по боках та трьох бджіл: дві — вгорі та одна внизу.
Далі на жовтому фоні по колу розміщені написи «Сільський голова» (вгорі) та «ПЕТРИКІВ 1458» (внизу). Зовні печатка обрамлена стилізованим українським орнаментом.
Автори проекту: Вовк Юрій, Лукович Роман. Художник: Лукович Роман. Науковий консультант: Гаврилюк Олег.

## Географія
Петриків розташований на Тернопільському плато — частині Подільської височини, на правому березі річки Серет, притоки Дністра на висоті 300 метрів над рівнем моря. У західному напрямку від річки, після розлогої рівнини, рельєф підвищується і місцями сягає 360—365 метрів.
Етнографічно Петриків належить до Західного Поділля, історично — до Східної Галичини.

### Вулиці
- Степана Бандери
- Вояків УПА
- Вишнівецького
- Долина
- Зелена
- Козацька
- Євгена Коновальця
- Крушельницької
- Лісова
- Лесі Українки
- Миру
- Молодіжна
- Наливайка
- Петриківська
- Подільська
- Польна
- Січових Стрільців
- Сонячна
- Стефаника
- Василя Стуса
- Тернопільська
- Богдана Хмельницького
- Чорновола
- Шевченка
- Шевченка бічна
- Шептицького
- С.Наливайка

## Археологічні знахідки
Археологічні дослідження свідчать про те, що 15 тисяч років тому на території сучасного села жили кроманьйонці.
Влітку 1995 року львівський історик Микола Бандрівський під час розкопок відкрив більше 50 поховань, датованих 1 тис. років до н. е. Знахідки належать до висоцької культури, яка існувала наприкінці бронзової і на початку залізної доби у межиріччі Збруча і Західного Бугу. Серед знахідок також унікальне поховання, у якому жінка обіймає чоловіка. В могильниках було знайдено велику кількість браслетів, посуду, підвісок, а також бронзову бритву з Північної Італії.

## Історія
У 1441 році власником (посідачем) села був син шляхтича Якуба Скарбека, тому, можливо, належати ще і йому. Згадується 31 січня 1441 року у книгах галицького суду.
Перша письмова згадка про Петриків датується у документі продажу від 28 червня 1458 року, де галицький староста Станіслав з місцевості Ходкув біля Сандомира (Польща) продає право опіки над монастирем Крилошанським разом з селами Підгороддя (можливо, село Підгірці у Львівській області) і Благовіщення пану Романові з села Осталівці (можливо сучасні Остальці). Серед свідків цього документу підписався Павло з Петрикова.
Сучасне село Петриків відоме з архівних документів 1458 року. У XV столітті село було заселене по одній з центральних вулиць з десятком будинків і з площею в центрі поселення, де нині побудована церква. Першим власником села Петриків з 1469 року був шляхтич Баворовський. Від 1547 власником села стає Ян-Амор Тарновський. Після його смерті Тернопіль і придбані ним околиці залишаються у власності його родичів ще близько 100 років (також пов'язаних з Тарновськими шлюбом родами; зокрема, 15 січня 1569 року на з'їзді шляхти в Любліні князь Іван-Януш Острозький отримав правом доживоття села Пронятин, Кутківці та Петриків у Теребовельському повіті.).

### Сучасність
Газифікація села розпочалася 1967 року.
1955 — започатковано автобусне сполучення з Тернополем, а 1974 — центральна вулиця заасфальтована. Частину земель села зайняла птахофабрика, збудована 1960 року в кінці села вище загінки на «Глинках» і на «Чорній Горі». До села належали і цегельня, на місці якої побудований житловий мікрорайон (тепер належить до Тернополя). Діяв лісгоспзаг з ремонтною майстернею і цехом художніх виробів із дерева.
У середині 80 років XX ст. у затишному місці Чорного лісу звели санаторій-профілакторій «Веселка», який оздоровлює хворих дітей з чорнобильської зони та інших регіонів України. Неабиякого розмаху на території петриківських земель набуло будівництво дач для мешканців Тернополя, зокрема під час так званої Горбачовської перебудови.
21 липня 2013 року освячена Церква всіх святих українського народу.
4 березня 2016 в селі чоловік підірвав гранату, дві людини загинули, ще одна опинилась в реанімації.
12 червня 2020 року, відповідно до розпорядження Кабінету Міністрів України № 724-р «Про визначення адміністративних центрів та затвердження територій територіальних громад Тернопільської області» увійшло до складу Великоберезовицької селищної громади.
19 липня 2020 року, в результаті адміністративно-територіальної реформи та ліквідації Тернопільського району, село увійшло до складу новоутвореного Тернопільського району.

## Населення
Згідно з переписом УРСР 1989 року чисельність наявного населення села становила 2680 осіб, з яких 1207 чоловіків та 1473 жінки.
За переписом населення України 2001 року в селі мешкало 3150 осіб.

### Мова
Розподіл населення за рідною мовою за даними перепису 2001 року:
| Мова       | Відсоток |
| ---------- | -------- |
| українська | 98,99 %  |
| російська  | 0,76 %   |
| молдовська | 0,09 %   |
| білоруська | 0,06 %   |
| вірменська | 0,06 %   |

## Пам'ятки
- церква Святого Пророка Іллі (1903);
- церква всіх святих українського народу (2013);
- костел святих апостолів Петра і Павла (1906).

У селі на кладовищі є братська могила радянських воїнів. При боях за село села загинуло 100 радянських воїнів, які поховані на сільському кладовищі. На могилі встановлено стелу.

## Школа
У селі діє загальноосвітня школа I—II ступенів, у якій працює 20 учителів (9 з яких мають вищу категорію, 1 — «вчитель-методист», 3 — «старший вчитель»), навчається 87 учнів (2008). У школі функціонує 6 навчальних кабінетів, один із них — математики — визнано найкращим в районі (вчитель математики Гураш М. В.)
Директорами школи з післявоєнного часу були: Шаповал Марія Микитівна, Сидоренко Ольга Василівна, Лобас Володимир Дасович, Б'ялик Тетяна Антонівна, Яструбецький Григорій Васильович, Приходько Володимир Данилович, Величко Олексій Іванович, Гержан Світлана Михайлівна, Брик Роман Степанович, нині — Чернець Андрій Ігорович.

## Відомі люди

### Народилися
- Глюза Володимир (1970—2024) — український військовик, учасник російсько-української війни[13].
- Йосип Демчук — надрайоновий провідник Вінницької округи ОУН у 1949—1951 роках.
- Ян Малиновський — один із праведників народів світу[14]
- Іван Мітринга (1907—1943) — український політичний діяч, публіцист, теоретик націоналістичного руху[15].
- Марія Хара (нар. 1957) — український вчений у галузі медицини.

### Проживають
- Петро Сорока — український письменник.
- Тарас Циклиняк — український краєзнавець, екскурсовод, музикант.

### Працювали
- Йосиф Бучинський (1891—1941) — греко-католицький священник, жертва радянських репресій, слуга Божий — душпастирював у селі в 1930—1938 роках.
- Гудзь Михайло Сергійович (1978 — 2022) — старший лейтенант Національної поліції України, учасник російсько-української війни[16].